# Tháng 10 năm 2012
Tháng 10 năm 2012 bắt đầu vào Thứ Hai và kết thúc sau 31 ngày vào Thứ Tư.

## Chủ đề:Thời sự
| << Tháng 10 năm 2012 >> |    |    |    |    |    |    |
| CN                      | T2 | T3 | T4 | T5 | T6 | T7 |
|                         | 1  | 2  | 3  | 4  | 5  | 6  |
| 7                       | 8  | 9  | 10 | 11 | 12 | 13 |
| 14                      | 15 | 16 | 17 | 18 | 19 | 20 |
| 21                      | 22 | 23 | 24 | 25 | 26 | 27 |
| 28                      | 29 | 30 | 31 |    |    |    |
|                         |    |    |    |    |    |    |

| Giới thiệu trang này |

| Sự kiện đang tiếp diễn                                                     |
| -------------------------------------------------------------------------- |
| - Đại Suy thoái - Khủng hoảng nợ công châu Âu - Khủng hoảng kinh tế Hy Lạp |

| Mới mất |
| --- |
| Tháng 10 - 29: J. Bernlef - 27: Hans Werner Henze - 26: Joža Horvat - 25: Jacques Barzun - 25: Jaspal Bhatti - 25: Emanuel Steward - 24: Anita Björk - 24: Margaret Osborne duPont - 23: Wilhelm Brasse - 23: Sunil Gangopadhyay - 22: Russell Means - 21: Yash Chopra - 21: George McGovern - 20: Oli Ahad - 20: Przemysław Gintrowski - 19: Wiyogo Atmodarminto - 19: Fiorenzo Magni - 17: László Komár - 17: Sylvia Kristel - 15: Erol Günaydın - 15: Norodom Sihanouk - 14: John Clive - 14: Arlen Specter - 13: Stuart Bell - 13: Dileepan - 13: Tomonubu Imamichi - 13: Saiichi Maruya - 12: Jean-Pierre Hautier - 12: Břetislav Pojar - 11: Helmut Haller - 11: Erik Moseholm - 11: Édgar Negret - 10: Kevin Curran - 10: Piotr Lenartowicz - 10: Basil L. Plumley - 10: Alex Karras - 9: Paddy Roy Bates - 7: Heriberto Lazcano Lazcano - 7: Ivo Michiels - 6: Antonio Cisneros - 6: Chadli Bendjedid - 5: Keith Campbell - 1: Dirk Bach - 1: Eric Hobsbawm |

| Xung đột tiếp diễn |
| --- |
| - Chiến tranh chống khủng bố - Hải tặc Somalia - Xung đột Ả Rập-Israel - Yemen trấn áp al-Qaeda - Chiến tranh Afghanistan - Bạo loạn ở miền Nam Thái Lan - Tranh chấp chủ quyền Biển Đông - Xung đột biên giới Campuchia–Thái Lan - Chiến tranh ma túy Mexico - Xung đột nội bộ tại Peru |

| sửa thanh bên |
|               |